# 鈴木愛奈
鈴木 愛奈（すずき あいな、1995年7月23日 - ）は、日本の女性声優、歌手。北海道千歳市出身。ダックスプロダクションに所属。レコードレーベルはLantis。公式ファンクラブはAi catwalk。
代表作に『ラブライブ!サンシャイン!!』（小原鞠莉）、『魔法少女サイト』（潮井梨ナ）、『邪神ちゃんドロップキック』（邪神ちゃん）などがある。

## 略歴
2014年4月、インターナショナル・メディア学院東京校入所。同年11月、テレビアニメ「アカメが斬る!」メズ役で声優デビュー。
2015年、『ラブライブ!』の新シリーズである『ラブライブ!サンシャイン!!』（小原鞠莉）への出演が決まり、Aqoursとしてグループ活動をスタートした。同グループの活動については当該項目を参照。
2017年3月、第11回声優アワードの歌唱賞をAqours名義で受賞。
2018年5月、鈴木愛奈1st写真集「あいらぶ。」を発売。発売記念衣装展が開催された。
2019年7月、ランティスよりソロ歌手としてデビューすることを発表。
2020年1月、メジャーデビューアルバム『ring A ring』をリリース
。アルバムリリースと同時期にAIR-G'と音泉にてソロラジオ番組『鈴木愛奈のring A radio』がスタートした。合わせて、オフィシャルファンクラブ「Ai catwalk」がオープンした。
2022年11月、出身地である北海道千歳市の「観光PR大使」に就任。
2025年2月1日、自身のXアカウントにて、1月31日をもってIAMエージェンシーを退所したことを発表。4月1日、ダックスプロダクション所属となったことが所属事務所より発表された。

## 活動

### デビューするまで
小学校に上がる前は「ドレミファソラシドが一本調子になってしまうくらいの音痴だった」が、音楽の授業でつらい思いをするのではないかと心配した両親により、小学校に上がるタイミングで民謡教室に通うようになった。本人の性格は「褒められて伸びるタイプ」と自己分析しており、小学校3〜4年になる頃には民謡の大会に出て賞がもらえるようになり、歌うことの楽しさが増していったと述べている。
小さい頃は活発で外で遊ぶことが多く『おジャ魔女どれみ』『東京ミュウミュウ』『プリキュア』シリーズなどに憧れる普通の女の子だったが、従姉妹のオタクの姉の影響や、当時『涼宮ハルヒの憂鬱』『らき☆すた』の流行がありアニメの世界にはまっていった。
中学生のころに思い描いていたのはアニメ関連の事を仕事に出来たら良いなというぼんやりとした夢だったが、高校3年生の時に出演した第7回アニソングランプリがきっかけで、本格的にアニメにかかわる仕事をめざそうと決意する。出演した第7回アニソングランプリでは全国大会のファイナリストとして最後の3人に残り、絶対にアニソンシンガーになるんだと考えるようになった。これまで歌に関しては専門の勉強をした経験はなく単に好きだから歌っていたが、アニソンシンガーになると決めてからは、絶対にデビューすると心に誓い、高校卒業後に上京を決めた。
上京後、声優の養成所（インターナショナル・メディア学院）に入所したが、養成所では「愛奈は感性で芝居するタイプだから、まずは経験してこい」と言われ、外国映画の吹き替えの現場に放り込まれ、知識もないままアドリブ演技を経験したと明かしている。

### 声優
前述した通り、養成所卒業後の2014年11月に『アカメが斬る！』のメズ役でアニメ声優デビューを果たした。当時は思ったように芝居を変えることができず、何度もリテイクを出してスタッフや共演者の方々に迷惑をかけてしまったと言っている。翌2015年には『城下町のダンデライオン』の櫻田 栞役で、初めてレギュラーを担当した。
当時『ラブライブ！』の大ファンでありμ'sのファンであった事から『ラブライブ！』の新作があったら、絶対に出演したいと考えていた。そんな折マネージャーが新作のオーディションの話を持ってきて「受けさせて下さい！」とお願いした事をきっかけに、『ラブライブ!サンシャイン!!』小原鞠莉役として合格。大きなステップアップとなった。そして、2018年放送の「邪神ちゃんドロップキック」で主人公の邪神ちゃんを担当し、知名度を上げる。
声優の憧れであり目標とする人物として、水樹奈々を挙げている。好きなアニメソングとして「甲賀忍法帖」（陰陽座）、得意とするアニメソングとして「ETERNAL BLAZE」（水樹奈々）をそれぞれ挙げている。

### 歌手
ランティスからリリースされるアニメの主題歌がとにかく大好きで、高校生の頃無邪気に「お母さん、私、将来、ランティスからデビューするから」と冗談めいていたが、2019年になりマネージャから「ランティスからCDデビューする」と話を聞き、本当に驚いたと述べている。その後ランティスのスタッフと会って話をした際「ランティスの顔になってください」という一言を貰い、デビューを実感したとともに、がんばるという気持ちになれたとも語っている。
CDをリリースするまでは『ラブライブ！サンシャイン!!』の活動を通しランティスとかかわりを持っていたが、その活動を見てデビューを決めてくれたという事や、鈴木愛奈という存在を見つけて、受け入れてくれたことがすごく嬉しかったと振り返っている。
将来的には、アニソングランプリに優勝出来ず立つ事が叶わなかった夢の舞台である横浜アリーナにソロで立ちたい述べている。また多くの人と歌でつながりたいと考えており、そのような場をもっと増やしていけるようにしたいとも語っている。

## 人物
趣味は歌を歌うこと、絵を描くこと、アニメ鑑賞。
特技は民謡。小学1年から民謡教室に通い始め、小学6年の時に北海道内の民謡大会で優勝を飾った。そして2019年1月、『ラブライブ！サンシャイン!! Aqours クラブ活動 LIVE ＆ FAN MEETING 2018 ユニット対抗全国ツアー』の一環で『Guilty Kiss』のメンバーとして旭川市民文化会館（北海道旭川市）において開催されたファンミーティング上で、師事していた師匠の尺八に合わせて民謡を披露した。
「愛奈」の名前の由来は父が付けてくれた名前だと聞いており、「愛のある優しい子に育ってほしい」という意味で名付けられたという。
座右の銘は「破顔一笑」。
同じく千歳市出身の声優で、同事務所所属の花井美春は実の妹。両者とも才能があるのが『姉妹だから』という形にならないようにという意向でデビュー時からこれまで公表してこなかったが、2024年放送の『異世界ゆるり紀行 〜子育てしながら冒険者します〜』に双子役で揃って出演するのを機に、2023年11月30日に実の姉妹であることを公表した。実家は洋食屋を経営しており、姉妹各々が担当しているキャラクター等のグッズが飾られている。また、千歳市のホームページでは前述の民謡大会で姉妹揃って優勝した際に報告のため当時の市長の山口幸太郎を訪れた旨が掲載されている。

## 出演
太字はメインキャラクター。

### テレビアニメ
2014年
- アカメが斬る!（メズ）

2015年
- 城下町のダンデライオン（櫻田栞）
- ゆるゆり さん☆ハイ!（陸上部員A）

2016年
- 鬼斬（静御前）
- 三者三葉（近藤亜紗子）
- ラブライブ!サンシャイン!!（2016年 - 2017年、小原鞠莉） - 2シリーズ
- 甘々と稲妻（ちよ、女子中学生）
- 美少女遊戯ユニット クレーンゲール（ニュースキャスター、時子） - 2シリーズ

2017年
- あめこん!!（ナナ）
- 怪獣娘 〜ウルトラ怪獣擬人化計画〜（2017年 - 2018年、ミクラス） - 2シリーズ
- クリオネの灯り（カホ / 一ノ瀬佳帆）

2018年
- 魔法少女サイト（潮井梨ナ）
- ありすorありす（ヤミリー）
- 邪神ちゃんドロップキック（2018年 - 2023年、邪神ちゃん / チビ邪神ちゃん、コマンダー、ファイター、ジーニアス、SJ、クマムシ、ブッダ、ミロク、エスプ、魔獣7、オリジン、ジャスティス 他） - 4シリーズ + 特別編
- RELEASE THE SPYCE（白虎）
- 聖闘士星矢 セインティア翔（2018年 - 2019年、子馬座の翔子）

2019年
- 雨色ココア sideG（柏木芽留、リコ）
- 五等分の花嫁（バスケキャプテン）
- Z/X Code reunion（鬼神野シュリ）

 2020年
- はてな☆イリュージョン（星里果菜）
- モンスター娘のお医者さん（エーリス）
- いわかける! - Sport Climbing Girls -（四葉幸与）

2021年
- 結城友奈は勇者である ちゅるっと!（郡千景）
- イジらないで、長瀞さん（2021年 - 2023年、ヨッシー） - 2シリーズ
- 結城友奈は勇者である -大満開の章-（郡千景）
- 逆転世界ノ電池少女（蒼葉夕紀）
- プラオレ!〜PRIDE OF ORANGE〜（浮田志乃）

2022年
- てっぺんっ!!!!!!!!!!!!!!!（石屋もね）
- 東京ミュウミュウ にゅ〜♡（2022年 - 2023年、本条みわ） - 2シリーズ
- アキバ冥途戦争（チュキチュキつきちゃんメイド）

2023年
- 幻日のヨハネ -SUNSHINE in the MIRROR-（マリ）
- フェノメノン（あーみん）

2024年
- 最弱テイマーはゴミ拾いの旅を始めました。（アイビー〈フェミシア〉）
- 戦国妖狐（りんず） - 2シリーズ
- 異世界ゆるり紀行 〜子育てしながら冒険者します〜（アレン）
- 魔王様、リトライ!R（ルナ・エレガント）

2025年
- キミとアイドルプリキュア♪（喫茶グリッターの客、ありす）
- ある魔女が死ぬまで（シロフクロウ）
- 阿波連さんははかれない season2（ふとし）
- 完璧すぎて可愛げがないと婚約破棄された聖女は隣国に売られる（アマンダ・マーティラス）

### 劇場アニメ
- 劇場版マジェスティックプリンス 覚醒の遺伝子（2016年、アン・メディクム[79]）
- ラブライブ!サンシャイン!! The School Idol Movie Over the Rainbow（2019年、小原鞠莉[80]）

### OVA
- 怪獣娘（黒）〜ウルトラ怪獣擬人化計画〜（2018年、ミクラス[81]）

### Webアニメ
- 怪獣娘 〜ウルトラ怪獣擬人化計画〜（2016年、ミクラス[82]）
- えとたま〜猫客万来〜（2021年、なぁ〜たん[83]）
- ソラシティア~僕らの理想郷~（2022年、マナツ[84]）-短編映画

### ゲーム
2015年
- 鬼斬 百鬼夜行（静御前）
- ザクセスヘブン（石原コトブキ）
- シューティングガール（不和ナナミ、手甲・M・ミサ、朝戸未世）
- トイズドライブ（メイベル・スモール）
- プリンセスメーカー（カサンドラ）

2016年
- ウチの姫さまがいちばんカワイイ（華式姫 魅蘭）
- 鬼斬 〜日本を旅するRPG〜（静御前）
- 消滅都市2（ハズキ）
- 魔法図書館キュラレ（モロー博士）
- めがみめぐり（コノハナサクヤヒメ）
- ラブライブ! スクールアイドルフェスティバル（2016年 - 2023年、小原鞠莉）
- モン娘☆は〜れむ（2016年 - 2018年、ミクラス、邪神ちゃん）

2017年
- Q＆Qアンサーズ（2017年 - 2018年、オズの魔法使い、邪神ちゃん）
- ナイツクロニクル（レナ、オリーブ、メリル）
- パズル&ドラゴンズ（2017年 - 2018年、ネイ、ソニアクレア、ヴァレリア、ロシェ）
- 結城友奈は勇者である 花結いのきらめき（2017年 - 2022年、郡千景）

2018年
- ぷちぐるラブライブ!（小原鞠莉）
- ザンキゼロ（比良坂サチカ）
- ドールズフロントライン（ルガーP08拳銃）
- グランブルーファンタジー（小原鞠莉）

2019年
- アークオブアルケミスト（ミカ・シュナイダー）
- RELEASE THE SPYCE secret fragrance（白虎）
- Shadowverse（小原鞠莉）
- イースIX -Monstrum NOX-（人形）
- ラブライブ! スクールアイドルフェスティバル ALL STARS（2019年 - 2023年、小原鞠莉）

2020年
- にゃんグリラ（モカ）
- 邪神ちゃんドロップキック 〜神保町放置⼤作戦〜（邪神ちゃん）
- ワールドフリッパー（オルヴェール）
- 野生少女（アイリーン）
- 三国RANSE（蔡文姫）
- 少女☆歌劇 レヴュースタァライト -Re LIVE-（小原鞠莉）

2021年
- ラブライブ!スクールアイドルフェスティバル 〜after school ACTIVITY〜 わいわい!Home Meeting!!（小原鞠莉）
- 邪神ちゃんドロップキックねばねばウォーズ（邪神ちゃん）
- リバース - 神々への討伐 -（フィーナ）
- 少女廻戦 時空恋姫の万華境界へ
- ドールズフロントライン（邪神ちゃん）

2022年
- 戦策三国志（小喬、孫魯班、張星彩、甄姫）
- アズールレーン（2022年 - 2023年、酒匂）
- クイズRPG 魔法使いと黒猫のウィズ（プリムヴェール・ジェルメ）

2023年
- 万彩クインダム（小喬、曹操）
- ラブライブ! スクールアイドルフェスティバル2 MIRACLE LIVE!（2023年 - 2024年、小原鞠莉）
- 八月のシンデレラナイン（琴宮千寿）
- 幻日のヨハネ -BLAZE in the DEEPBLUE-（マリ）

2024年
- 幻日のヨハネ NUMAZU in the MIRAGE（マリ）
- アサルトリリィ Last Bullet（岡田綺更）
- De:Lithe Last Memories（本郷アズミ）

2025年
- VIRTUAL GIRL @ WORLD'S END（ジャミたん）

時期未定
- ソングオブアンリーシュ（小鳥遊楓）
- 天下三分-果て無き戦場-（蔡文姫）

### ドラマCD
- 紫電改のマキ（2015年、かぼす[137]） - 『チャンピオンRED』6月号特別付録
- 聖闘士星矢 セインティア翔（2015年、翔子[138]） - 『チャンピオンRED』12月号特別付録
- 乃木若葉は勇者であるVol.1 - 2（2016年、郡千景[139]）
- 女子小学生はじめましたP!（2016年、椎名りり[140]） - コミックス第5巻ドラマCD付き初回限定版
- 最弱テイマーはゴミ拾いの旅を始めました。（2022年、アイビー[141]）

### デジタルコミック
- 失恋ショコラティエ（2015年、小動まつり[142]）
- カンスト村のご隠居デーモンさん 漫画朗読PV（2022年、朗読（全役）[143]）

### ラジオ
※はインターネット配信。
- ニューギングループ Presents M・A・Oと鈴木 〜傾いて候〜[注釈 2]（2016年 - 2017年、文化放送）[144]
- ゆみりと愛奈のモグモグ・コミュニケーションズ（2016年 - 、音泉※）[145]
- A&G GIRLS BEAT♪ Queenty（2016年 - 2017年、超!A&G+※・ニコニコ動画※）[146]
- 超!A&G+マンスリースペシャル 鈴木愛奈のあいちゃんねる（2020年1月、超!A&G+※）[147]
- 鈴木愛奈のring A radio（2020年 - 、AIR-G' FM北海道・音泉※）[148]
- 上坂すみれ×鈴木愛奈のTVアニメ「イジらないで、長瀞さん」らじお〜イジらじ!〜（2021年 - 、YouTube※）[149]
- 鈴木愛奈のセイコーマートチャンネル（2022年12月 - 2023年1月、ポッドキャスト）[150]
- あいちゃんとみーちゃんの息が吸えないくらい笑おうラジオ（2025年1月3日 - 、音泉※） [151][152]

### ラジオCD
- ラジオCD「RELEASE THE SPYCEツキカゲ大作戦」Vol.1（2019年[153])

### テレビ番組
- 月刊ブシロードTV（2016年4月21日・28日、TOKYO MX）
- 邪神ちゃんねるV すぺしゃる（2018年9月25日、フジテレビ） - 邪神ちゃんの声[154]
- アニメロサマーライブ2019〜アニソン!プレミアム!〜Vol.2 （2019年12月8日、NHK BSプレミアム） - ナレーション・副音声
- フェノメノン（2022年7月5日、BSフジ）- ナレーション[155]

### WebTV
- 声優と夜あそび（2023年4月12日 - 2024年3月20日、ABEMA）

### その他コンテンツ
- 魔法少女オーバーエイジ（2016年、有馬こはく[156]）
- ブランディア ラジオCM（2018年[157]、2021年[158][159]、2022年[160]、ナレーション）
- 鈴木愛奈のおいでよ千歳へ！(2018年[161]、本人出演)
- 人気声優とイチャイチャして結婚するラブコメ PV（2021年、相崎優香[162]）
- 邪神ちゃんドロップキック×スライム倒して300年、知らないうちにレベルMAXになってました 〜そのに〜コラボボイスドラマ（2024年、邪神ちゃん）

## ディスコグラフィ

### シングル
|        | 発売日         | タイトル       | 規格品番   | 規格品番   | 規格品番   | 最高位                  | 最高位 |
| 限定盤 | 発売日         | タイトル       | 通常盤     | アニメ盤   | オリコン   | Billboard Japan Hot 100 |        |
| ------ | -------------- | -------------- | ---------- | ---------- | ---------- | ----------------------- | ------ |
| 1st    | 2020年9月16日  | やさしさの名前 | LACM-34021 | LACM-24021 | LACM-24022 | 8位                     | 98位   |
| 2nd    | 2020年11月18日 | もっと高く     | LACM-34063 | LACM-24063 | LACM-24064 | 10位                    | —      |
| 3rd    | 2023年5月10日  | Dash and Go!   | LACM-34378 | LACM-24378 | LACM-24064 | 31位                    | —      |
| 4th    | 2023年12月27日 | Apocalypse Day |            | LACM-24467 |            | 26位                    | —      |
| 5th    | 2024年1月31日  | 果てのない旅   | LACM-34469 | LACM-24469 | 22位       | —                       |        |

### 配信シングル
| 配信開始日    | タイトル       | 規格品番 |
| ------------- | -------------- | -------- |
| 2021年4月28日 | えとにゃんらん | LZC-1870 |

### アルバム
|            | 発売日        | タイトル         | 規格品番   | 規格品番   | 規格品番   | 最高位                     | 最高位 |
| 完全限定盤 | 発売日        | タイトル         | 初回限定盤 | 通常盤     | オリコン   | Billboard JAPAN Hot Albums |        |
| ---------- | ------------- | ---------------- | ---------- | ---------- | ---------- | -------------------------- | ------ |
| 1st        | 2020年1月22日 | ring A ring      | LACA-35807 | LACA-35808 | LACA-15808 | 5位                        | 7位    |
| 2nd        | 2021年12月1日 | Belle révolte    | LACA-35918 | LACA-35919 | LACA-15919 | 15位                       | 17位   |
| ミニ       | 2024年7月23日 | initium          | LACZ-10217 | LACA-35108 | LACA-25108 | 32位                       | 37位   |
| ベスト     | 2025年2月5日  | ほんのスパークル |            | LACA-35143 | LACA-25143 | 22位                       |        |

### 映像作品
|     | 発売日         | タイトル                                                         | 規格品番    | オリコン 最高位 |
| --- | -------------- | ---------------------------------------------------------------- | ----------- | --------------- |
| 1st | 2021年10月13日 | Aina Suzuki 1st Live Tour ring A ring - Prologue to Light -      | LABX-8478/9 | 15位            |
| 2nd | 2023年2月1日   | Aina Suzuki 2nd Live Tour Belle révolte -Invitation to Conquest- | LABX-8598/9 | 14位            |

### タイアップ曲
| 楽曲            | タイアップ                                                                 | 時期   |
| --------------- | -------------------------------------------------------------------------- | ------ |
| ヒカリイロの歌  | テレビアニメ『はてな☆イリュージョン』エンディングテーマ                    | 2020年 |
| やさしさの名前  | テレビアニメ『モンスター娘のお医者さん』エンディングテーマ                 | 2020年 |
| もっと高く      | テレビアニメ『いわかける！ - Sport Climbing Girls -』オープニングテーマ    | 2020年 |
| えとにゃんらん  | Webアニメ『えとたま〜猫客万来〜』テーマソング                              | 2021年 |
| Reverse-Rebirth | テレビアニメ『逆転世界ノ電池少女』エンディングテーマ                       | 2021年 |
| Dash and Go!    | テレビアニメ『アリス・ギア・アイギス Expansion』オープニングテーマ         | 2023年 |
| Apocalypse Day  | テレビアニメ『邪神ちゃんドロップキック【世紀末編】』オープニングテーマ     | 2023年 |
| Lilac Melody    | テレビアニメ『聖女の魔力は万能です』Season2 エンディングテーマ             | 2023年 |
| 果てのない旅    | テレビアニメ『最弱テイマーはゴミ拾いの旅を始めました。』オープニングテーマ | 2024年 |

### 歌手参加作品
| 発売日        | 商品名                                                   | 歌 | 楽曲                                      | 備考                                                            |
| ------------- | -------------------------------------------------------- | --- | ----------------------------------------- | --------------------------------------------------------------- |
| 2020年6月12日 | なんてカラフルな世界！                                   | オーイシマサヨシ（OxT）、KISHOW（GRANRODEO）、i☆Ris、亜咲花、雨宮天、東山奈央、幹葉（スピラ・スピカ）、鈴木愛奈、仲村宗悟、伊藤昌弘（Argonavis） | 「なんてカラフルな世界！」                | ライブイベント『Animelo Summer Live 2020 -COLORS-』テーマソング |
| 2022年8月17日 | 誰彼スクランブル / あれこれドラスティック feat. 鈴木愛奈 | halca、鈴木愛奈 | 「あれこれドラスティック feat. 鈴木愛奈」 | テレビアニメ『邪神ちゃんドロップキックX』オープニングテーマ     |

### キャラクターソング
| 発売日   | タイトル | 歌 | 楽曲 | 備考 |
| 2016年   | 2016年 | 2016年 | 2016年 | 2016年                                                                                                   |
| -------- | --- | --- | --- | --- |
| 5月3日   | きゃにめ限定版 ライトノベル 魔法少女オーバーエイジ「二番煎じなんてレベルじゃないっ」付属CD『魔法少女オーバーエイジ-the second brew of Magic-』 | 島津くれは（遠藤ゆりか）、有馬こはく（鈴木愛奈） | 「signs」 | 『魔法少女オーバーエイジ』関連曲                                                                         |
| 6月15日  | 「三者三葉」キャラクターソング Vol.4 | 西山芹奈（Machico）、近藤亜紗子（鈴木愛奈） | 「なんだかんだコンビネーション」                                                                                      | テレビアニメ『三者三葉』関連曲                                                                           |
| 6月15日  | 「三者三葉」キャラクターソング Vol.4 | 近藤亜紗子（鈴木愛奈） | 「フォローはまかせてっ!-Dear Friend-」                                                                                | テレビアニメ『三者三葉』関連曲                                                                           |
| 10月26日 | 上々↑↑GAO !! / KAIJUハート | かぷせるがーるず | 「上々↑↑GAO !!」 | Webアニメ『怪獣娘 〜ウルトラ怪獣擬人化計画〜』オープニングテーマ                                         |
| 10月26日 | 上々↑↑GAO !! / KAIJUハート | かぷせるがーるず | 「KAIJUハート」 | Webアニメ『怪獣娘 〜ウルトラ怪獣擬人化計画〜』エンディングテーマ                                         |
| 12月21日 | めがみめぐり | ツクモ（伊藤彩沙）、アマテラスオオミカミ（尾崎由香）、アメノウズメ（佐々木未来）、ソトオリヒメ（大塚紗英）、ククリヒメ（今村彩夏）、コノハナサクヤヒメ（鈴木愛奈）、トヨタマヒメ（上田麗奈）、イシコリドメ（大亀あすか） 、アメノサグメ（千菅春香） | 「ファイファイ ハイテンション！」                                                                                     | ゲーム『めがみめぐり』関連曲                                                                             |
| 2017年   | | | | |
| 8月27日  | めがみめぐりキャラクターソング第4弾 | コノハナサクヤヒメ（鈴木愛奈） | トキメキずきゅん！ | ゲーム『めがみめぐり』関連曲                                                                             |
| 2018年   | | | | |
| 7月25日  | あの娘にドロップキック 〜邪教徒の祈りdeathの〜                                                                                                 | 邪神★ガールズ | 「あの娘にドロップキック」                                                                                            | テレビアニメ『邪神ちゃんドロップキック』オープニングテーマ                                               |
| 7月25日  | あの娘にドロップキック 〜邪教徒の祈りdeathの〜                                                                                                 | 邪神ちゃん（鈴木愛奈） | 「CAST A SPELL」 | テレビアニメ『邪神ちゃんドロップキック』関連曲                                                           |
| 12月8日  | 『雨色ココア sideG』限定CD | ヨーコ（松井恵理子）、ノン（花井美春）、マリナ（山田麻莉奈）、イクミ（小見川千明）、ケイト（大森日雅）、ココア（原奈津子）、芽留（鈴木愛奈） | 「Rainy cocoa」「じゃあね、また」                                                                                     | テレビアニメ『雨色ココア sideG』関連曲                                                                   |
| 12月8日  | 『雨色ココア sideG』限定CD | 芽留（鈴木愛奈）、ノン（花井美春） | 「Rainy rainy ～lookin' for the cat～」                                                                               | テレビアニメ『雨色ココア sideG』関連曲                                                                   |
| 12月26日 | 「聖闘士星矢 セインティア翔」主題歌 | 翔子（鈴木愛奈）、響子（M・A・O）、沙織（水瀬いのり）、美衣（中島愛） | 「The Beautiful Brave」                                                                                               | テレビアニメ『聖闘士星矢 セインティア翔』オープニングテーマ                                              |
| 12月26日 | 「聖闘士星矢 セインティア翔」主題歌 | 翔子（鈴木愛奈）、響子（M・A・O） | 「微笑みのレゾナンス」                                                                                                | テレビアニメ『聖闘士星矢 セインティア翔』エンディングテーマ                                              |
| 2019年   | | | | |
| 11月6日  | 勇気の歌 | 乃木若葉（大橋彩香）、上里ひなた（高野麻里佳）、高嶋友奈（照井春佳）、郡千景（鈴木愛奈）、土居球子（本渡楓）、伊予島杏（近藤玲奈） | 「キボウノツボミ」 「勇気のバトン」                                                                                   | ゲーム『結城友奈は勇者である 花結いのきらめき』関連曲                                                    |
| 2020年   | | | | |
| 2月28日  | 神保町哀歌 | 邪神ちゃん（鈴木愛奈） | 「神保町哀歌」 | テレビアニメ『邪神ちゃんドロップキック』挿入歌                                                           |
| 2月28日  | 神保町哀歌 | 邪神ちゃん（鈴木愛奈）、花園ゆりね（大森日雅） | 「単純明快!? Something Devils!!」 「My Devil Forever」                                                                | テレビアニメ『邪神ちゃんドロップキック』関連曲                                                           |
| 4月30日  | 「邪神ちゃんドロップキック千歳編」主題歌 | 邪神ちゃん（鈴木愛奈）、リエール（花井美春） | 「CHI☆TO☆SE愛歌」 | テレビアニメ『邪神ちゃんドロップキック千歳編』エンディングテーマ                                         |
| 11月25日 | LET'S CLIMB↑ | 花宮女子クライミング部 | 「LET'S CLIMB↑」 | テレビアニメ『いわかける！ - Sport Climbing Girls -』エンディングテーマ                                  |
| 11月25日 | LET'S CLIMB↑ | 四葉幸与（鈴木愛奈） | 「LET'S CLIMB↑」 | テレビアニメ『いわかける！ - Sport Climbing Girls -』エンディングテーマ                                  |
| 2021年   | | | | |
| 4月21日  | 暴走アグレッション/カラフル・キャンバス | 長瀞さん（上坂すみれ）、ガモちゃん（小松未可子）、ヨッシー（鈴木愛奈）、桜（井澤詩織） | 「暴走アグレッション」                                                                                                | Weebラジオ『TVアニメ「イジらないで、長瀞さん」らじお〜イジらじ！〜』主題歌                               |
| 4月21日  | 暴走アグレッション/カラフル・キャンバス | 長瀞さん（上坂すみれ）、ガモちゃん（小松未可子）、ヨッシー（鈴木愛奈）、桜（井澤詩織） | 「カラフル・キャンバス」                                                                                              | テレビアニメ『イジらないで、長瀞さん』エンディングテーマ                                                 |
| 6月23日  | イジらないで、長瀞さん BD第2巻特典CD | ガモちゃん（小松未可子）feat.ヨッシー（鈴木愛奈） | 「ロール・オーバー!!」                                                                                                | テレビアニメ『イジらないで、長瀞さん』関連曲                                                             |
| 7月28日  | イジらないで、長瀞さん BD第3巻特典CD | ヨッシー（鈴木愛奈） | 「ポップコーン・デイ！」 「カラフル・キャンバス」                                                                     | テレビアニメ『イジらないで、長瀞さん』関連曲                                                             |
| 7月28日  | えとたま～猫客万来～[Blu-ray] | にゃ～たん（村川梨衣）、なぁ～たん（鈴木愛奈） | 「blue moment」 | Webアニメ『えとたま～猫客万来～』エンディングテーマ                                                      |
| 7月28日  | えとたま～猫客万来～[Blu-ray] | なぁ～たん（鈴木愛奈） | 「blue moment」 | Webアニメ『えとたま～猫客万来～』エンディングテーマ                                                      |
| 10月3日  | 「邪神ちゃんドロップキック」関連曲 | 邪神ちゃん（鈴木愛奈）、初音ミク | 「サンキュードロップキック！」                                                                                        | テレビアニメ『邪神ちゃんドロップキック』関連曲                                                           |
| 12月22日 | TVアニメ『逆転世界ノ電池少女』オリジナルサウンドトラック                                                                                       | 蒼葉夕紀（鈴木愛奈） | 「ぴょんぴょん♡Love It」「憧れのクレッシェンド -蒼葉夕紀 ver.-」「ザバーンランブル -Burst refrain!- -蒼葉夕紀 ver.-」 | TVアニメ『逆転世界ノ電池少女』関連曲                                                                     |
| 2022年   | | | | |
| 1月22日  | ソラシティア サウンドトラック アルバム【RE:PERIOD】                                                                                            | マナツ（鈴木愛奈） | 「Believe Back」「愛の色」                                                                                            | 短編映画「ソラシティア~僕らの理想郷~」関連曲                                                             |
| 1月22日  | ソラシティア サウンドトラック アルバム【RE:PERIOD】                                                                                            | ナナカラット feat.ミナト、マナツ（鈴木愛奈） | 「憧れの明日 × Believe Back」                                                                                         | 短編映画「ソラシティア~僕らの理想郷~」関連曲                                                             |
| 1月22日  | ソラシティア サウンドトラック アルバム【RE:PERIOD】                                                                                            | ナナカラット feat.ミナト、マナツ（鈴木愛奈）、ナナカラット feat.大人ミナト | 「憧れの明日 × Believe Back × CLIMB CRY」「碧い未来 × 愛の色 × 光の記臆」                                             | 短編映画「ソラシティア~僕らの理想郷~」関連曲                                                             |
| 1月22日  | ソラシティア サウンドトラック アルバム【RE:PERIOD】                                                                                            | ナナカラット、マナツ（鈴木愛奈） | 「Believe Back」 | 短編映画「ソラシティア~僕らの理想郷~」関連曲                                                             |
| 8月17日  | てっぺんっ天国 〜TOP OF THE LAUGH!!!〜 | てっぺんっオールスターズ | 「てっぺんっ天国 〜TOP OF THE LAUGH!!!〜」                                                                            | テレビアニメ『てっぺんっ!!!』オープニングテーマ                                                          |
| 2023年   | | | | |
| 2月8日   | TVアニメ『イジらないで、長瀞さん 2nd Attack』キャラクターソングミニアルバム                                                                    | 長瀞さん（上坂すみれ）、ガモちゃん（小松未可子）、ヨッシー（鈴木愛奈）、桜（井澤詩織） | 「MY SADISTIC ADOLESCENCE♡」                                                                                          | テレビアニメ『イジらないで、長瀞さん 2nd Attack』エンディングテーマ                                      |
| 2月8日   | TVアニメ『イジらないで、長瀞さん 2nd Attack』キャラクターソングミニアルバム                                                                    | 長瀞さん（上坂すみれ）、ガモちゃん（小松未可子）、ヨッシー（鈴木愛奈）、桜（井澤詩織） | 「After School Easy Go!」                                                                                             | Webラジオ『上坂すみれ×鈴木愛奈のTVアニメ「イジらないで、長瀞さん」らじお〜イジらじ！2nd Attack〜』主題歌 |
| 2月8日   | TVアニメ『イジらないで、長瀞さん 2nd Attack』キャラクターソングミニアルバム                                                                    | ヨッシー(鈴木愛奈) | れっつごースマイリー!                                                                                                 | テレビアニメ『イジらないで、長瀞さん 2nd Attack』関連曲                                                  |
| 3月8日   | イジらないで、長瀞さん 2nd Attack BD第1巻特典CD                                                                                                | ガモちゃん（小松未可子）、ヨッシー（鈴木愛奈）、桜（井澤詩織） | 「やってんな青春」 | テレビアニメ『イジらないで、長瀞さん 2nd Attack』関連曲                                                  |
| 5月10日  | イジらないで、長瀞さん 2nd Attack BD第4巻特典CD                                                                                                | ヨッシー（鈴木愛奈） | 「MY SADISTIC ADOLESCENCE♡」                                                                                          | テレビアニメ『イジらないで、長瀞さん 2nd Attack』関連曲                                                  |
| 5月10日  | イジらないで、長瀞さん 2nd Attack BD第4巻特典CD                                                                                                | ヨッシー（鈴木愛奈） | 「After School Easy Go!」                                                                                             | テレビアニメ『イジらないで、長瀞さん 2nd Attack』関連曲                                                  |
| 6月7日   | イジらないで、長瀞さん 2nd Attack BD第4巻特典CD                                                                                                | ガモちゃん（小松未可子）feat.ヨッシー（鈴木愛奈） | 「Melon」 | テレビアニメ『イジらないで、長瀞さん 2nd Attack』関連曲                                                  |
| 2024年   | | | | |
| 6月26日  | ホワイトノイズ | 本郷アズミ（鈴木愛奈） | 「Grayscale」 | ゲーム『De:Lithe Last Memories』関連曲                                                                   |

### その他参加楽曲
| 発売日         | 商品名                                | 歌                                                         | 楽曲                                          | 備考                                               |
| -------------- | ------------------------------------- | ---------------------------------------------------------- | --------------------------------------------- | -------------------------------------------------- |
| 2016年12月29日 | Mogumogu communications!/美味しい時間 | 花守ゆみり、鈴木愛奈                                       | 「Mogumogu communications!」 「美味しい時間」 | ラジオ『モグモグコミュニケーションズ』関連曲       |
| 2020年4月2日   | Z/X Code reunion Blu-ray BOX2 特典CD  | 鈴木愛奈、富田美憂                                         | 「ガール・ミーツ・ガール」                    | テレビアニメ『Z/X Code reunion』エンディングテーマ |
| 2020年4月2日   | Z/X Code reunion Blu-ray BOX2 特典CD  | 小倉唯、内田彩、水瀬いのり、長縄まりあ、鈴木愛奈、富田美憂 | 「ガール・ミーツ・ガール」                    | テレビアニメ『Z/X Code reunion』エンディングテーマ |

## ライブ

### 合同ライブ
| 出演日         | タイトル                                                                                 | 会場                                                                |
| -------------- | ---------------------------------------------------------------------------------------- | ------------------------------------------------------------------- |
| 2019年11月28日 | Lantis New Generation LIVE                                                               | 渋谷TSUTAYA O-EAST（東京都）                                        |
| 2019年12月8日  | 京 Premium Live 2019                                                                     | ロームシアター京都（京都府）                                        |
| 2020年3月7日   | リスアニ！LIVE SPECIAL EDITION ハルヤスミ at 北海道                                      | カナモトホール                                                      |
| 2020年8月30日  | Animelo Summer Night in Billboard Live                                                   | Billboard Live YOKOHAMA（神奈川県）(オンライン配信)                 |
| 2020年9月22日  | リスアニ！オンライン Vol.01                                                              | オンライン配信                                                      |
| 2020年10月18日 | EJ ANIME MUSIC FESTIVAL2020                                                              | ところざわサクラタウンジャパンパビリオン・ホールA（オンライン配信） |
| 2020年12月12日 | 京 Premium Live 2020                                                                     | ロームシアター京都（京都府）                                        |
| 2020年12月13日 | アニバオーサカ                                                                           | Zepp Osaka Bayside                                                  |
| 2021年1月10日  | 日清食品 POWER STATION［REBOOT］ presents virtual anisong power JAM!!! Produce By Lantis | オンライン配信                                                      |
| 2021年8月28日  | Animelo Summer Live 2021 -COLORS-                                                        | さいたまスーパーアリーナ（埼玉県）                                  |
| 2021年12月12日 | 京 Premium Live 2021                                                                     | ロームシアター京都（京都府）                                        |
| 2022年8月28日  | Animelo Summer Live 2022 -Sparkle-                                                       | さいたまスーパーアリーナ (埼玉県)                                   |
| 2022年9月18日  | ANISAMA SYMPHONIC NIGHT 2022 hosted by 京まふ＆Ani Love KYOTO                            | ロームシアター京都（京都府）                                        |
| 2023年2月23日  | Lantis Girls Fes「TRY→ANGLE」                                                            | 山野ホール（東京都）                                                |
| 2023年3月4日   | Anison Days Festival 2023                                                                | 立川ステージガーデン（東京都）                                      |
| 2023年4月8日   | Aniera City Bash!!vol.2                                                                  | 豊洲PIT（東京都）                                                   |
| 2023年8月12日  | 神宮外苑花火大会                                                                         | 秩父宮ラグビー場（東京都）                                          |
| 2023年8月26日  | Animelo Summer Live2023 -AXEL-                                                           | さいたまスーパーアリーナ（埼玉県）                                  |
| 2024年9月1日   | Animelo Summer Live 2024 -Stargazer-                                                     | さいたまスーパーアリーナ（埼玉県）                                  |
| 2024年9月21日  | ナガノアニエラフェスタ2024                                                               | 佐久市 駒場公園（長野県）                                           |
| 2024年11月23日 | ANIMAX MUSIX 2024 FALL                                                                   | 横浜アリーナ（神奈川県）                                            |

## 書籍

### 連載
- 声優パラダイスR「魔法少女ミラクル♡あいな」（2016年3月10日 - 、秋田書店）[184]
- 声優グランプリ「あいにゃとるんるんのもふもふわーるど」（2024年4月10日 - 、イマジカインフォス）- 花井美春との姉妹連載企画[185]。

### 写真集
- 鈴木愛奈1st写真集 あいらぶ。（2018年5月30日、秋田書店）ISBN 978-4-253-01097-9[186]